# Pietro Mocenigo

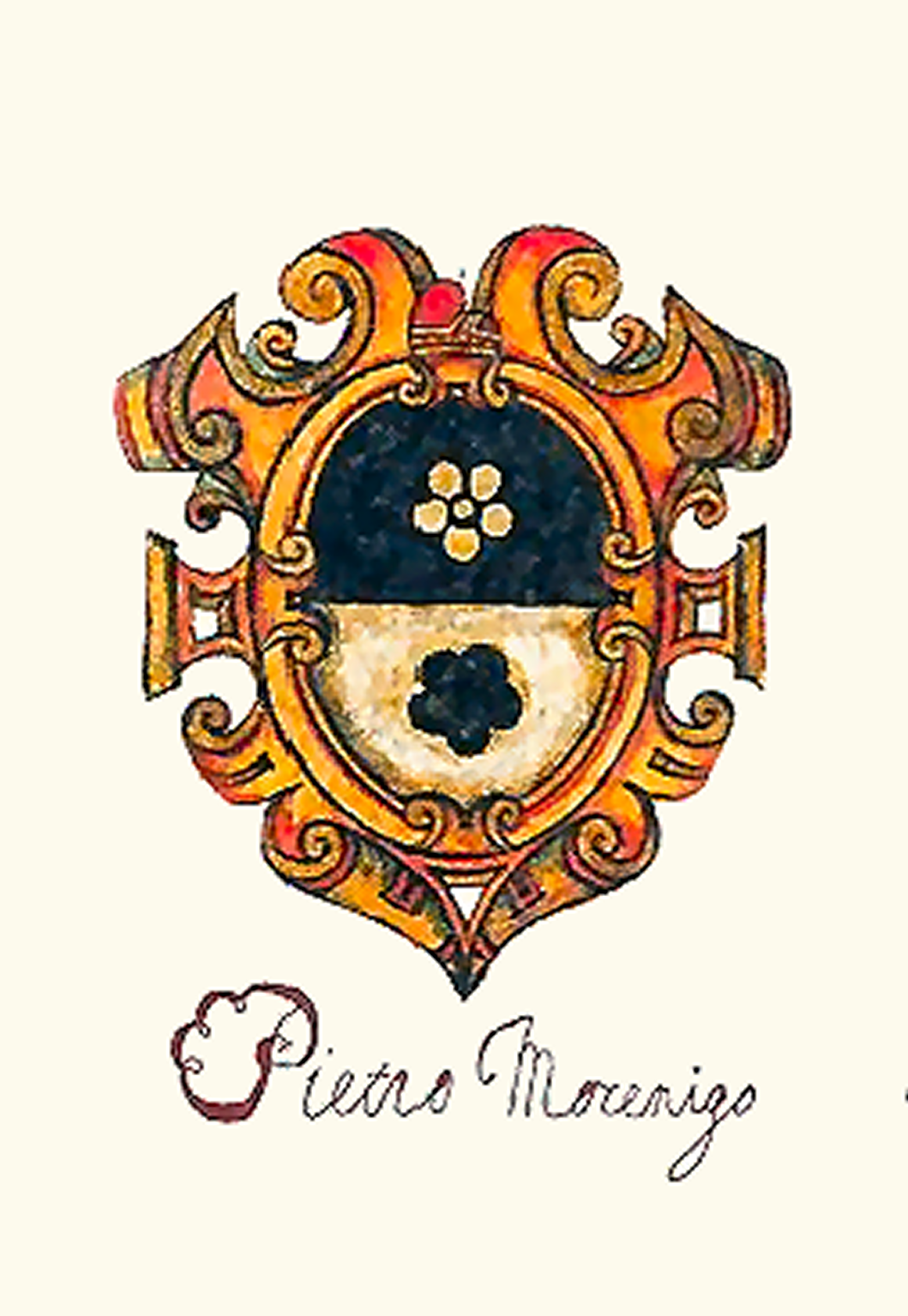
Escudo de armas de Pietro Mocenigo.

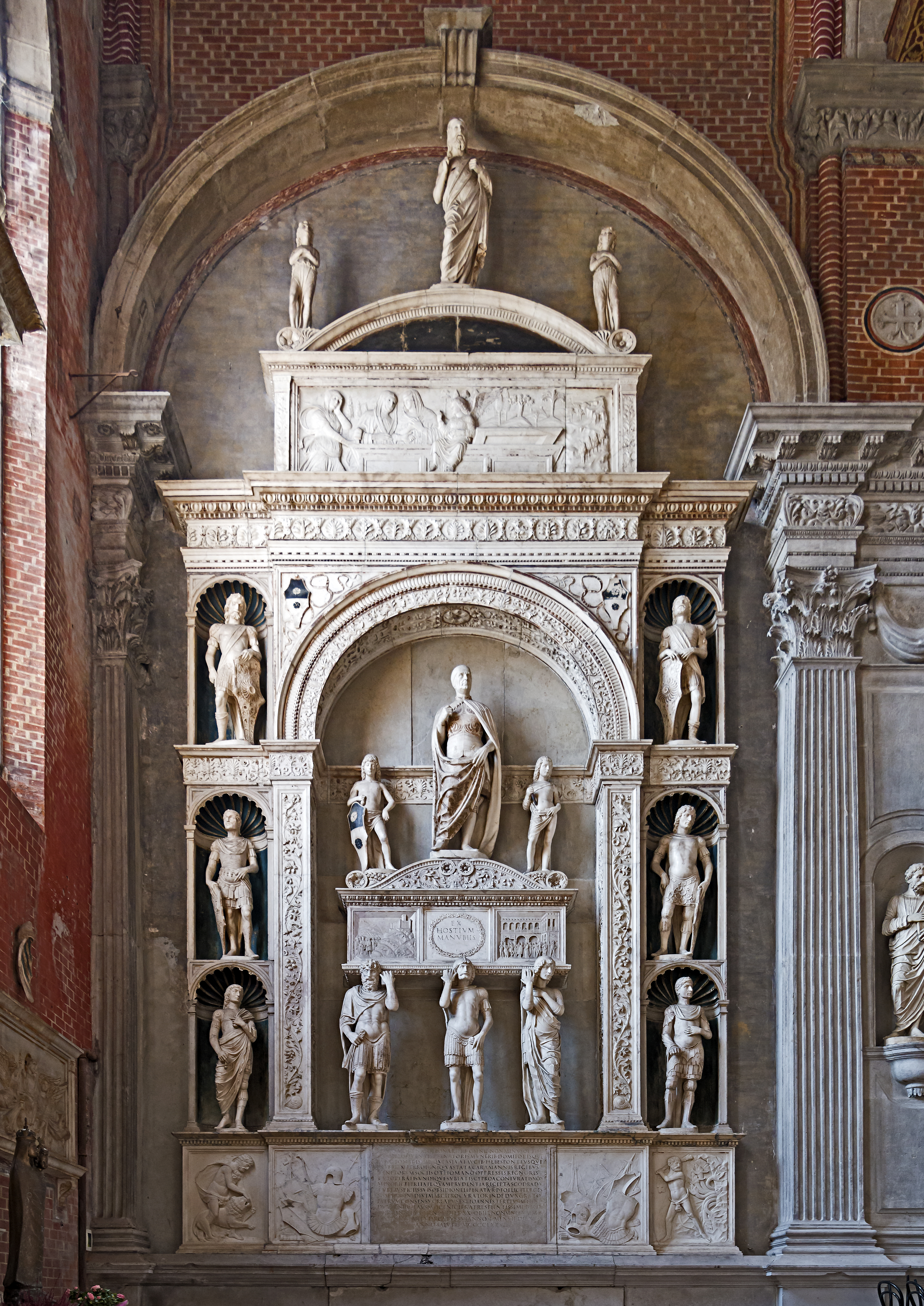
Tumba de Pietro Mocenigo, de Tullio & Pietro Lombardo.

Pietro Mocenigo (Venecia, 3 de enero de 1406 - Venecia, 23 de febrero de 1476) fue un noble y almirante italiano del siglo XV, recordado por haber sido el septuagésimo dogo de la República de Venecia desde 1474 a 1476.
Según testimonios de la época, Pietro Mocenigo era un gran orador, dotado de una fina inteligencia y una educación sólida. Fue uno de los grandes almirantes de la Serenísima, y revivió las fortunas de la marina de su país, que había caído muy bajo, después de la derrota contra los turcos en la Negroponte en 1470, cuando Italia se vio amenazada. Fue elegido almirante y en 12 días Venecia construyó 73 galeras que, bajo su mando, cambiaron la suerte de la guerra que condujo durante cuatro años.
En 1472, capturó y destruyó Esmirna, al año siguiente colocó a Caterina Cornaro, reina de Chipre, bajo la protección de Venecia y, por ese medio, la república obtuvo la posesión de la isla en 1475.
Fue elegido dogo el 14 de diciembre de 1474. Bajo su dogato comenzó la acuñación de la lira de plata, que fue conocida como mocenigo en su memoria.  
A continuación, derrotó a los turcos que estaban sitiando Scutari (ahora Shkodër), pero aquí contrajo una malaria de la que murió el 23 de febrero de 1476. Fue enterrado en Venecia en la Basílica de San Juan y San Pablo, un lugar tradicional de entierro de los dogos, con una elaborada tumba del escultor Pietro Lombardo.
Realizó hacia 1480 la tumba del dogo Pietro Mocenigo, conocido como "El capitán del Mar" evocando como mensaje la exaltación de las cualidades militares del dogo, celebrando el triunfo a medio camino entre una concepción cortés y un recuerdo a lo antiguo.